# Bogotoli járás
A Bogotoli járás (oroszul: Боготольский район) Oroszország egyik járása a Krasznojarszki határterületen. Székhelye Bogotol.

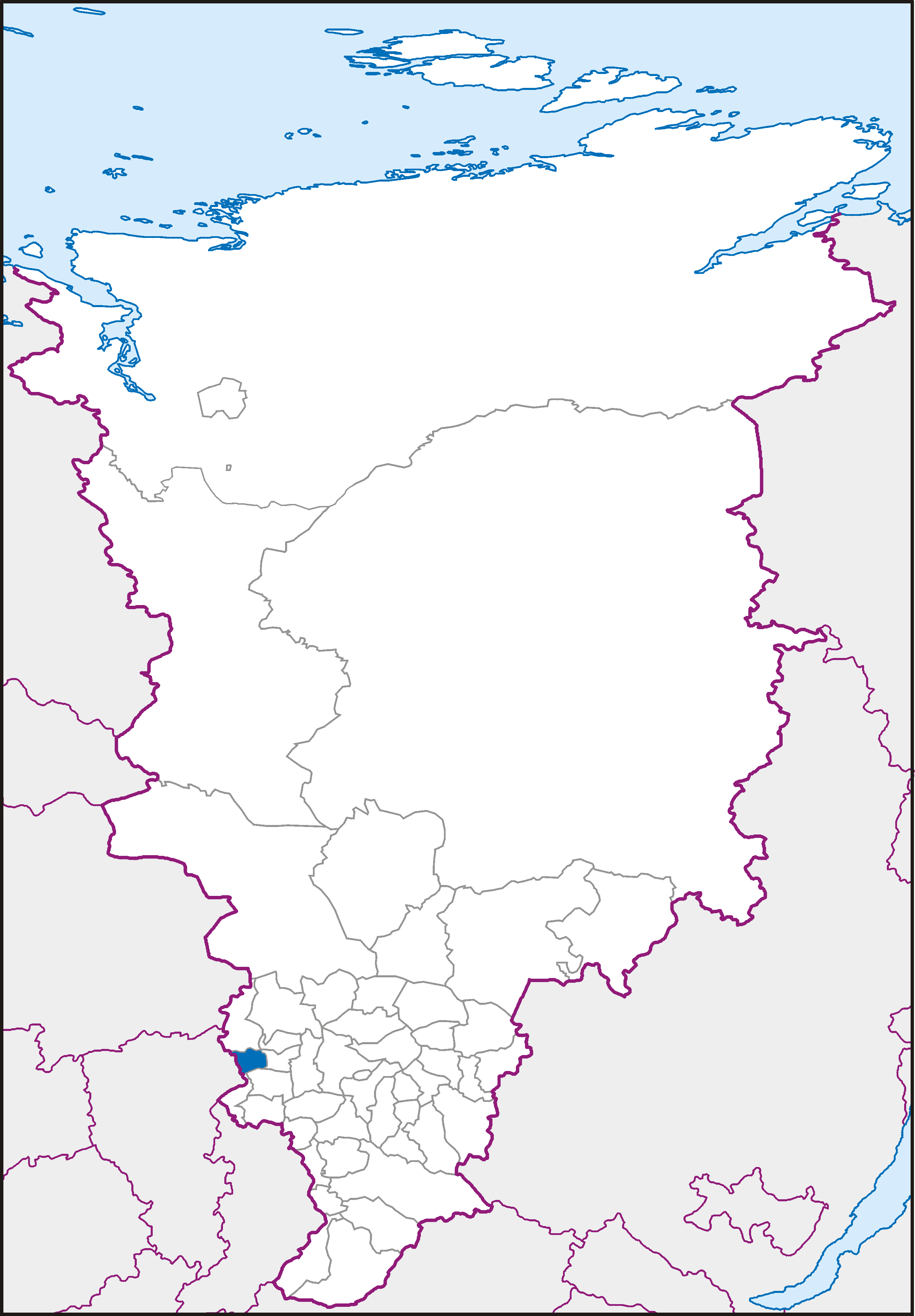
A Bogotoli járás a Krasznojarszki határterületen

## Népesség
- 2002-ben 12 415 lakosa volt.
- 2010-ben 11 280 lakosa volt.